# Chinupristină/dalfopristină
Chinupristină/dalfopristină (sau quinupristină/dalfopristină) este o asociere formată din doi compuși medicamentoși cu acțiune antibiotică, fiind utilizată în tratamentul unor infecții bacteriene produse de stafilococi și enterococi (inclusiv cel vancomicino-rezistent).
Ambele componente aparține clasei streptograminelor, fiind derivate de pristinamicină: chinupristina este derivată de la pristinamicina IA, iar dalfopristina de la pristinamicina IIA. Cele două se regăsesc în raport de 30:70. Se administrează intravenos.